# 徐祖國
徐祖國（1919年—1969年2月24日），上海人，足球運動員。曾活躍於上海與香港兩地足壇，後赴台灣。他曾代表中華民國參加1954年亞洲運動會，協助球隊獲得男子足球金牌。後於遠東航空104號班機空難中不幸罹難。